# Anthony Balaam
Anthony Balaam (sinh ngày 9 tháng 7 năm 1965), được biết đến với tên The Trenton Strangler, là một kẻ giết người hàng loạt người Mỹ, đã hãm hiếp và sát hại 4 gái mại dâm từ năm 1994 đến 1996 tại Trenton, New Jersey. Balaam bị bắt sau khi nạn nhân thứ năm của hắn trốn thoát, và sau đó bị kết án chung thân cho tội ác của mình.

## Tiểu sử
Balaam, một người gốc Trenton, sống tại 421 Đại lộ Stuyvesant với một người bạn cùng phòng vào thời điểm xảy ra vụ giết người. Balaam có mối quan hệ 10 năm với một người phụ nữ đã sinh cho anh ta hai đứa con, và được mô tả là một thanh niên khiêm tốn, lịch sự và ăn nói nhẹ nhàng. Anh ta không giao tiếp nhiều với hàng xóm của mình, và từ tháng 7 năm 1995 đến tháng 1 năm 1996, anh ta tạm thời chuyển đến Detroit, trước khi trở lại Trenton. Trước khi bị bắt, anh ta đã bị bắt nhiều lần vì tội ma túy và trộm cắp.

## Gây án
Phương thức hoạt động của Balaam là đi vòng quanh các con phố từ nhà anh ta, tìm kiếm những nạn nhân. Hắn sẽ tiếp cận những người hành nghề mại dâm vào những giờ đầu trong ngày, đề nghị họ quan hệ tình dục, và khi họ di chuyển đến một địa điểm vắng vẻ, anh ta rút dao và đe dọa họ.
Balaam sau đó sẽ cưỡng hiếp và bóp cổ. Ba trong số các thi thể đã được vứt bỏ trong các bãi đất trống, trong khi thi thể cuối cùng bị bỏ lại trong một khách sạn cũ nát. Nạn nhân thứ năm trốn thoát được sau khi bị cưỡng hiếp vào ngày 16 tháng 2, và ít nhất một phụ nữ khác đã tìm cách chạy trốn mà không hề hấn gì.
Các nạn nhân như sau:
- Karen Denise Patterson (41 tuổi) - ngày 24 tháng 10 năm 1994
- Valentina Cuyler (29 tuổi) - ngày 19 tháng 3 năm 1995
- Connie Hayward (27 tuổi) - ngày 10 tháng 4 năm 1995
- Debora Ann Walker (37 tuổi) - 29 tháng 7 năm 1996

## Bắt giữ, xét xử và kết án
Vào sáng ngày 29 tháng 7 năm 1996, Catherine Emerson, một người hàng xóm của Balaam, được một người hàng xóm khác liên lạc và thông báo để đi tìm bên ngoài. Khi tìm thấy thi thể của một người phụ nữ thấp bé, nằm trên bãi cỏ gần đó. Cảnh sát đã được thông báo, nhanh chóng xác định rằng thi thể thuộc về Walker. Ngay sau đó, một thi thể khác được tìm thấy ở khu vực lân cận. Cả hai người phụ nữ đều đã bị hãm hiếp trước khi chết, và xét nghiệm ADN trên tinh dịch là của Balaam.
Balaam nhanh chóng bị bắt, nhưng vẫn bình tĩnh và nói chuyện với các thám tử một cách lịch sự. Balaam thừa nhận trách nhiệm về vụ siết cổ, mô tả về cơn thịnh nộ và sức mạnh mà hắn ta cảm thấy khi từ từ bóp cổ những người phụ nữ.
Trước khi đưa ra tòa, các nhà điều tra đã liên hệ với các đồng nghiệp của họ ở Detroit để xác định xem Balaam có thể đã thực hiện các vụ giết người ở đó hay không. Một điều tra viên giết người từ thành phố phủ nhận rằng Balaam là nghi phạm trong bất kỳ vụ án nào chưa được giải quyết trong hoặc xung quanh khu vực. Sau khi mọi chuyện được làm sáng tỏ, phiên tòa bắt đầu, buộc tội Balaam về tội giết người, ngoài tội cướp và sở hữu vũ khí trái phép. Sau một phiên tòa kéo dài 5 năm, Anthony Balaam bị kết án tù chung thân.